# Boeing 314
El Boeing 314 (llamado Clipper o Super Clipper, después de que Pan Am le diera ese nombre a sus aparatos) fue un hidrocanoa de transporte de largo alcance fabricado por la empresa estadounidense Boeing Airplane Company desde 1938 hasta 1941. En su época fue el mayor transporte comercial fabricado en serie del mundo.

## Diseño y desarrollo

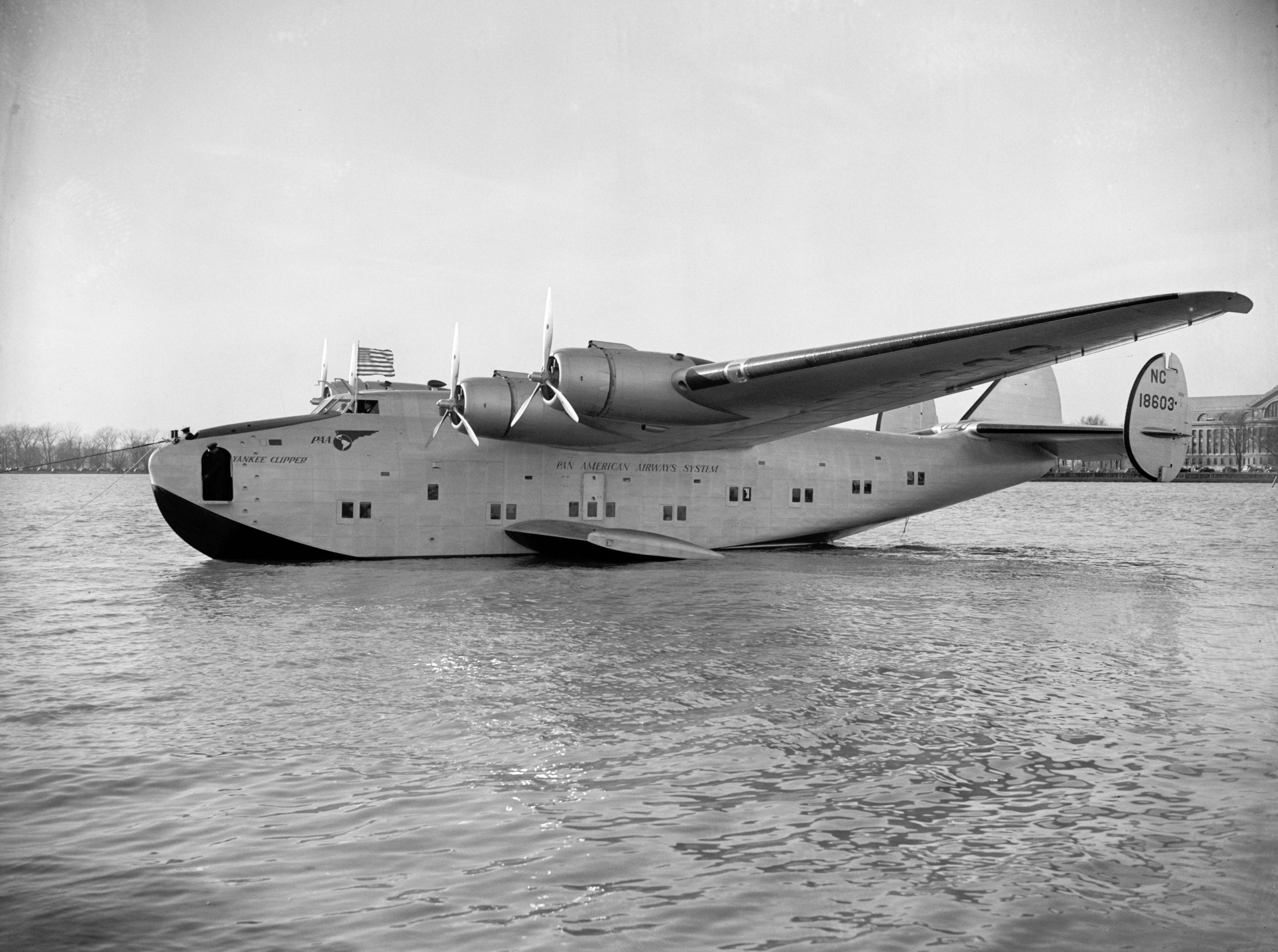
El Yankee Clipper en 1939.

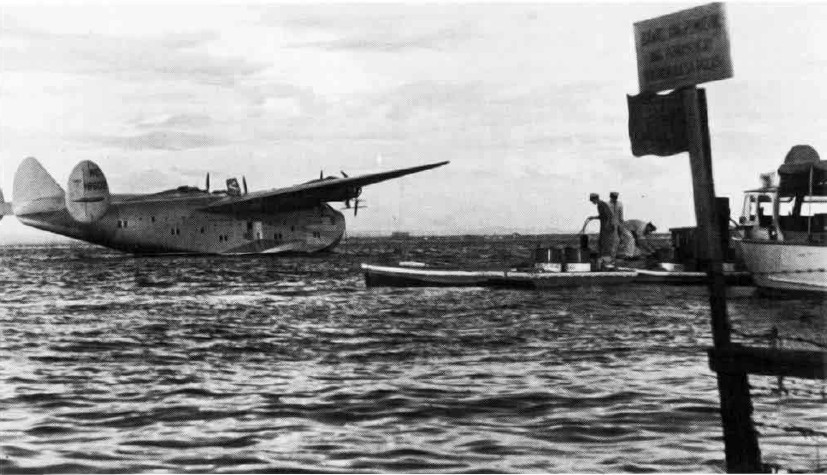
El California Clipper en Cavite, Filipinas, 1940.

Ya en 1935, Pan American Airways había indicado a la Oficina de Comercio Aéreo de Estados Unidos su deseo de establecer un servicio trasatlántico; y a pesar de poseer los grandes hidroaviones cuatrimotores de largo alcance Martin M-130 y Sikorsky S-42, la compañía deseaba un nuevo avión para esta ruta.
La oferta de Boeing para cumplimentar las especificaciones de Pan American fue aceptada, firmándose un contrato para seis hidrocanoas Boeing Model 314 el 31 de junio de 1936. El fabricante utilizó características de su anterior bombardero pesado, el Model 294 (XB-15), adaptando las alas y los empenajes para un hidrocanoa con un peso de 37 421 kg. El aparato resultante podía dar acomodo a 74 pasajeros en siete lujosos compartimentos y a 10 tripulantes; además contaba con un comedor con capacidad para 14 personas y una "suite nupcial" en la parte trasera, cerca de la cola del avión; en vuelos nocturnos alojaba a 40 pasajeros en literas. Los motores elegidos no fueron los Pratt & Whitney R-1830 Twin Wasp de 1000 hp del XB-15, sino los Wright R-2600 Twin Cyclone de 1600 hp, que imprimían al aparato una velocidad máxima de 311 km/h. Su capacidad de combustible de 15 898 l le confería un alcance máximo de 5633 km; parte del combustible se almacenaba en unas aletas estabilizadoras laterales, que se utilizaban como plataformas de carga.
El primer Boeing 314 efectuó su vuelo inaugural el 7 de junio de 1938; esta versión disponía de una única deriva y timón, que posteriormente se sustituyeron por dobles derivas para aumentar la estabilidad direccional. Como la medida resultó inadecuada, se reinstaló la deriva central anterior, sin timón móvil. Este avión recibió el certificado de aptitud y empezó a prestar servicios como correo trasatlántico el 20 de mayo de 1939, y como avión de línea el 28 de junio. En aquel momento, el Model 314 constituía el mayor transporte fabricado en serie para el servicio regular de pasajeros.
Pan American pasó un pedido por otros seis aviones, que recibieron el nombre de Model 314A, mejorados con la instalación de motores Double Cyclone de 1600 hp provistos de hélices de mayor diámetro, así como 4542 l más de capacidad de combustible y un interior remodelado. El primer Model 314A voló el 20 de marzo de 1941, y las entregas finalizaron el 20 de enero de 1942. Cinco unidades del pedido anterior fueron reconvertidas posteriormente al estándar del Model 314A en 1942. Tres unidades del nuevo pedido se vendieron a BOAC, con anterioridad a su entrega, para el servicio trasatlántico, y operaron en el sector Foynes-Lagos de la Ruta de la Herradura durante la II Guerra Mundial.
De los nueve Model 314/314A de Pan American, cuatro fueron requisados por el Mando de Transporte del Ejército y recibieron la designación militar C-98. Sin embargo, fueron poco utilizados y en noviembre de 1942 se devolvió a la compañía una de estas unidades. Las otras tres fueron transferidas a la Armada estadounidense para unirse a otras dos adquiridas directamente de Pan American: esas aerolíneas suministraron las tripulaciones para los B-314 de la Armada, y fueron parcialmente camuflados, aunque operaron con matrícula civil.
BOAC y Pan American dieron por terminado el servicio de los Boeing Model 314 en 1946; los aviones supervivientes se vendieron a líneas aéreas chárter americanas.

## Historial operacional

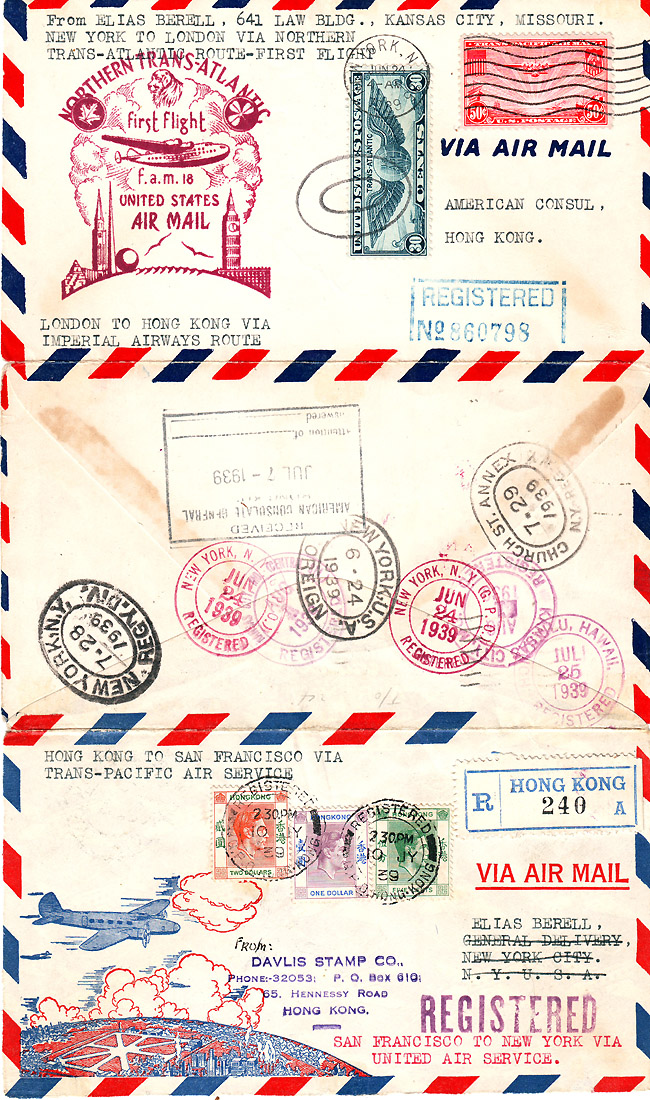
Sobre "de tríptico" llevado en vuelo por hidrocanoas Boeing 314 Clipper de PAA y Short S.23 de Imperial Airways del 24 de junio al 28 de julio de 1939.

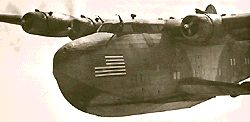
Boeing 314 con los colores de la Armada estadounidense, alrededor de 1942.

El primer vuelo del 314 en la ruta San Francisco-Hong Kong salió de Alameda el 23 de febrero de 1939, iniciando el servicio regular de pasaje y la Ruta de Correo Aéreo Exterior N.º 14 a partir del 29 de marzo. Se realizó un viaje de ida en esta ruta con una duración de seis días. El servicio comercial de pasajeros duró menos de tres años, terminando cuando Estados Unidos entró en la Segunda Guerra Mundial en diciembre de 1941.
El Yankee Clipper voló a través del Atlántico en una ruta desde Southampton a Port Washington (Nueva York), con paradas intermedias en Foynes (Irlanda), Botwood (Terranova) y Shediac (Nuevo Brunswick). El viaje inaugural se produjo el 24 de junio de 1939.
El éxito de los primeros seis Clipper llevó a Pan Am a realizar un pedido de seis modelos 314A mejorados que se entregaron en 1941, con el objetivo de duplicar el servicio en las rutas tanto del Atlántico como del Pacífico. Sin embargo, la caída de Francia en 1940 causó algunas dudas sobre si el servicio del Atlántico podría continuar; el número de pasajeros se redujo debido a la guerra, y si España o Portugal se unieran al Eje, entonces los vuelos a Lisboa se verían obligados a detenerse. Pan Am comenzó a considerar reducir su orden y, en agosto de 1940, llegó a un acuerdo para vender tres de los seis en construcción al Reino Unido. Los aviones serían operados por la British Overseas Airways Corporation (BOAC) y estaban destinados principalmente a la ruta Reino Unido-África Occidental, ya que los hidrocanoas existentes no podían viajar por esta ruta sin detenerse en Lisboa. La venta obtuvo una pequeña ganancia neta para Pan Am, con un coste superior al 5%, y proporcionó un enlace de comunicaciones vital para el Reino Unido, pero fue políticamente controvertido. Para organizar la venta, el ministro subalterno, Harold Balfour, tuvo que aceptar el contrato sin la aprobación del Gobierno, lo que provocó una severa desaprobación de Winston Churchill y un largo debate por parte del Gabinete sobre la propiedad de la compra. Churchill luego voló en el Bristol y el Berwick y los elogió intensamente, agregando más fama a los Clipper durante la guerra.
Al estallar la guerra en el Pacífico en diciembre de 1941, el Pacific Clipper se dirigía a Nueva Zelanda desde San Francisco. En lugar de arriesgarse a volar de regreso a Honolulu y ser derribado por los cazas japoneses, fue dirigido a volar al oeste, a Nueva York. Saliendo el 8 de diciembre de 1941 desde Auckland, Nueva Zelanda, el Pacific Clipper cubrió más de 31 500 millas (50 694 km) a través de lugares exóticos como Surabaya, Karachi, Baréin, Jartum y Leopoldville. El Pacific Clipper aterrizó en la base de hidroaviones de Pan American en el aeropuerto LaGuardia, a las 7:12 de la mañana del 6 de enero de 1942, completando el primer vuelo de un avión comercial en circunnavegar el mundo.
La flota de Clipper entró en servicio militar durante la Segunda Guerra Mundial, y se utilizaron para transportar personal y equipo a los frentes de Europa y el Pacífico. El avión fue comprado por los Departamentos de Guerra y Marina y alquilado de vuelta a Pan Am por un dólar, en el entendido de que todos serían operados por la Armada estadounidense una vez que los reemplazos cuatrimotores para los cuatro Clipper del Ejército estuvieran en servicio. Solo cambiaron los colores en las aeronaves: los Clipper continuaron siendo volados por sus experimentados equipos civiles de Pan Am. El cargamento militar estadounidense fue llevado a través de Natal, Brasil, a Liberia para abastecer a las fuerzas británicas en El Cairo e incluso a los rusos, a través de Teherán. El Model 314 era el único avión en el mundo que podía hacer el salto sobre el agua de 3460 km y se le dio la designación militar C-98. Dado que los pilotos y tripulaciones de Pan Am tenían una amplia experiencia en el uso de hidrocanoas en vuelos de larga distancia en aguas extremas, los pilotos y navegadores de la compañía continuaron sirviendo como tripulaciones de vuelo. En 1943, el presidente Franklin D. Roosevelt viajó a la Conferencia de Casablanca en el Boeing 314 Dixie Clipper con tripulación de Pam Am.
Después de la guerra, algunos ejemplares fueron devueltos a Pan Am. Sin embargo, incluso antes de que terminaran las hostilidades, el Clipper se había vuelto obsoleto. Las ventajas de los hidrocanoas consistían en que no requerían largas pistas de cemento, pero durante la guerra se construyeron muchas de esas pistas para bombarderos pesados. Habían aparecido nuevos aviones de largo alcance como el Lockheed Constellation y el Douglas DC-4, y estos nuevos aviones terrestres eran relativamente fáciles de volar y no requerían los extensos programas de entrenamiento de pilotos obligatorios para las operaciones de hidroaviones. Uno de los pilotos más experimentados de los 314 dijo: "Estábamos realmente contentos de cambiar a los DC-4, y discutí diariamente para eliminar todos los hidrocanoas. Los aviones eran mucho más seguros. Nadie en el departamento de operaciones... tenía idea de los peligros de las operaciones con hidrocanoas. El principal problema ahora era la falta del muy alto nivel de experiencia y competencia requeridos de los pilotos de hidroaviones".

## Variantes
Model 314
Versión de producción inicial con motores Twin Cyclone de 1500 hp, seis construidos para Pan Am.
Model 314A
Versión mejorada con Twin Cyclone de 1600 hp con hélices de mayor diámetro, capacidad adicional de combustible en 4542,49 l, e interiores revisados. Alcance todavía aproximado de 7563,92 km. Seis construidos, tres para Pan Am y tres para BOAC.
B-314
Cinco Model 314 requisados para servir con la Armada estadounidense
C-98
Cuatro Model 314 requisados para servir con las Fuerzas Aéreas del Ejército de los Estados Unidos.
Model 306
Concepto de aeronave que usaba el fuselaje del Model 314 con una planta de ala delta sin cola. No construido.

## Operadores
| Estados Unidos - Pan American World Airways - Fuerzas Aéreas del Ejército de los Estados Unidos - Armada de los Estados Unidos | Reino Unido - British Overseas Airways Corporation |

## Cultura popular
El Boeing 314 ha aparecido de forma recurrente en películas o novelas. Alfred Hitchcock, en la película rodada en 1940 Foreign Correspondent (Enviado especial/Corresponsal extranjero) utiliza un Boeing 314 para filmar una importante escena de un accidente aéreo. También son conocidas las escenas de la película de 1981 Raiders of the Lost Ark (titulada En busca del arca perdida en España y Los cazadores del arca perdida en Hispanoamérica) cuando el protagonista Indiana Jones utiliza un B-314 Clipper en un vuelo transoceánico. En 1991, el novelista Ken Follett basó la historia de su novela Noche sobre las aguas en un vuelo nocturno del último Boeing 314 en despegar antes del comienzo de la Segunda Guerra Mundial.

## Especificaciones (314A)
Referencia datos: Jane's Fighting Aircraft of World War II

### Características generales
- Tripulación: 10
- Capacidad: 

  - 68 pasajeros día
  - 36 pasajeros noche
- Carga: 4500 kg de carga
- Longitud: 32,3 m (106 ft)
- Envergadura: 46,3 m (152 ft)
- Altura: 8,4 m (27,6 ft)
- Superficie alar: 266,3 m² (2866,9 ft²)
- Peso vacío: 22 801 kg (50 253,4 lb)
- Peso máximo al despegue: 37 000 kg (81 548 lb)
- Planta motriz: 4× motor radial de 14 cilindros en doble estrella refrigerado por aire Wright Twin Cyclone R-2600-3.
  - Potencia: 1200 kW (1654 HP; 1632 CV) cada uno.

### Rendimiento
- Velocidad máxima operativa (Vno): 320 km/h (199 MPH; 173 kt)
- Velocidad crucero (Vc): 296 km/h (184 MPH; 160 kt)
- Alcance: 7400 km (3996 nmi; 4598 mi)
- Techo de vuelo: 5974 m (19 600 ft)

## Aeronaves relacionadas

### Desarrollos relacionados
- Boeing XB-15

### Aeronaves similares
- Dornier Do X
- Lioré et Olivier LeO H-246
- Martin M-130
- Short Empire
- Short S.26
- Sikorsky S-42

### Secuencias de designación
- Secuencia Numérica (interna de Boeing): ← 300 - 306 - 307 - 314 - 316 - 344 - 345 →
- Secuencia C-_ (Aviones de Carga del USAAC/USAAF/USAF, 1924-1962): ← C-95 - C-96 - C-97/KC-97 - C-98 - C-99 - C-100 - C-101 →